# A Quiet Place
A Quiet Place ist eine Oper in drei Akten mit Musik von Leonard Bernstein nach dem Libretto von Stephen Wadsworth. In das Werk wurde Bernsteins einaktige Oper Trouble in Tahiti integriert.

## Handlung
Eine Mutter ist bei einem Autounfall ums Leben gekommen. Als die Familienmitglieder, Vater Sam und die erwachsenen Kinder (Sohn Junior und Tochter Dede), sie verlassen haben, ist klar, dass sie nichts mehr verbindet. Junior hat eine Beziehung mit dem Franzosen François und ist immer noch zu ihm hingezogen, aber dieser ist mit Dede verheiratet. Sam ist sich ihrer Fremdheit gegenüber den Kindern ebenso bewusst wie der Vernachlässigung in der Ehe; Zuneigung und Liebe wurde lange durch Hass und Wut ersetzt. Aber der Konflikt, der aufflammt, wird durch einen später auftauchenden Brief der toten Mutter, in dem sie die Kinder bittet, dem Vater Liebe und Mitgefühl zu bezeigen, unterdrückt. Anfänglich folgen die Appelle der Mutter nur dem Pflichtgefühl, aber nach einigen Gesprächen, die die Luft reinigen, gelingt es ihnen auch, einander näher zu kommen.

## Instrumentation
Die Orchesterbesetzung der Oper enthält die folgenden Instrumente:
- Holzbläser: drei Flöten (2.=Altflöte, 3.=Piccolo), zwei Oboen, Englischhorn, drei Klarinetten (3.=Es-Klarinette), Bassklarinette, zwei Fagotte, Kontrafagott
- Blechbläser: vier Hörner, drei Trompeten, drei Posaunen, Tuba
- Pauken, Schlagzeug (drei bis vier Spieler): Röhrenglocken, Glockenspiel, Xylophon, Marimba, Kleine Trommel, zwei Wirbeltrommeln, Große Trommel, Traps, Hi-Hat, drei hängende Becken, großes hängendes Becken, Becken, Finger-Zimbeln, Bongos, zwei Tomtoms, Tamtam, Tamburin, vier gestimmte Trommeln, zwei Triangeln, zwei Holzblöcke, fünf Templeblocks, Windspiele, Steel pipe, Raspel, zwei Sandpapier-Blöcke
- E-Bass
- Klavier (= Synthesizer)
- Harfe
- Streicher

## Geschichte
Die Uraufführung fand unter der musikalischen Leitung von John DeMain am 17. Juni 1983 an der Houston Grand Opera statt. Zu den Sängern zählten Chester Ludgin (Old Sam), Diane Kesling (Dinah), Sheri Greenwald (Dede), Timothy Nolen (Junior), Peter Kazaras (François) und Edward Crofts (Young Sam).
Nach kritischen Äußerungen an der ersten Aufführung überprüften Wadsworth und Bernstein ihre Oper. Einige Szenen wurden gestrichen und Trouble in Tahiti wurde in die Oper als Rückblende eingebaut. Die überarbeitete Fassung wurde 1984 am Teatro alla Scala in Mailand uraufgeführt und an der Washington Opera nachgespielt. Diese Version wurde dann noch ein weiteres  Mal revidiert, im April 1986 unter Leitung des Komponisten an der Wiener Staatsoper mit dem ORF Symphonie Orchester aufgeführt und dabei von der Deutschen Grammophon aufgenommen. Die Erstaufführung in England fand 1988 am Corn Exchange Theater in Cambridge statt. Im Oktober 2010 spielte die New York City Opera die dortige Premiere des Werkes, in einer Produktion von Christopher Alden.

## Aufnahme
- Deutsche Grammophon 419 761-2: Beverly Morgan, Wendy White, Peter Kazaras, Chester Ludgin, John Brandstetter, Edward Crafts; Jean Kraft, Louise Edeiken, Kurt Ollmann, Mark Thompsen; Austrian Radio Symphony Orchestra; Leonard Bernstein, Dirigent[2]